# Gualberto Mojica
Gualberto Mojica Olmos (Santa Cruz de la Sierra, 7 ottobre 1984) è un ex calciatore boliviano, di ruolo centrocampista.

## Caratteristiche tecniche
Gioca come centrocampista offensivo.

## Carriera

### Club
Mojica esordì nella prima squadra del Wilstermann di Cochabamba nella stagione 2001: delle 20 gare giocate, in 14 fu titolare, mentre nelle restanti 6 entrò dalla panchina. Nel 2002 giocò 19 incontri, di cui 16 come prima scelta. Nel 2003 fu impiegato con maggior frequenza: 36 presenze in campionato, con 4 reti; raggiunse il secondo posto nel Clausura 2003. In occasione della campionato 2004 fu acquistato dal Blooming. Durante tutto il torneo fu impiegato da titolare, e alla fine della competizione aveva messo a referto 40 presenze. Il 2005 fu il miglior anno per Mojica per quanto riguarda le marcature: nelle 40 gare da lui disputate segnò 16 gol. Tale risultato lo fece arrivare secondo nella classifica dei marcatori del Clausura con 13 reti, dietro all'argentino Juan Fischer. Dopo aver giocato l'Apertura 2006 con il Blooming venne ceduto al CFR Cluj, in Romania. Si trattò della prima esperienza europea di Mojica, che trovò spazio soprattutto da subentrato, allorché, a fronte di 11 presenze, 7 le ottenne entrando a partita in corso. Venne poi inviato al Paços Ferreira in prestito: registrò 4 ingressi in campo: in nessuna occasione giocò dall'inizio. Dopo 116 minuti totali in massima serie portoghese, rientrò ai rumeni del Cluj: da lì fu nuovamente indirizzato in Bolivia. Rientrò pertanto nel suo Paese natale nel 2008; con il Blooming ottenne un secondo posto nel Clausura 2008. Nel 2009 giocò per l'Oriente Petrolero, nel 2010 ancora per il Blooming, e nel 2011 firmò per l'Oriente.

### Nazionale
Con la selezione Under-20 ha disputato il Campionato sudamericano 2003, disputando quattro incontri. Nel 2005 partecipò alle qualificazioni al campionato del mondo 2006, giocando contro il Paraguay ad Asunción l'8 giugno.
Nel 2007 venne incluso nella lista per la Copa América. Nel corso della manifestazione fu impiegato in tutte e tre le partite disputate dalla Bolivia, sempre da titolare. Nello stesso anno prese parte alle qualificazioni al campionato del mondo 2010, venendo schierato contro Colombia e Venezuela.